# František Wiendl

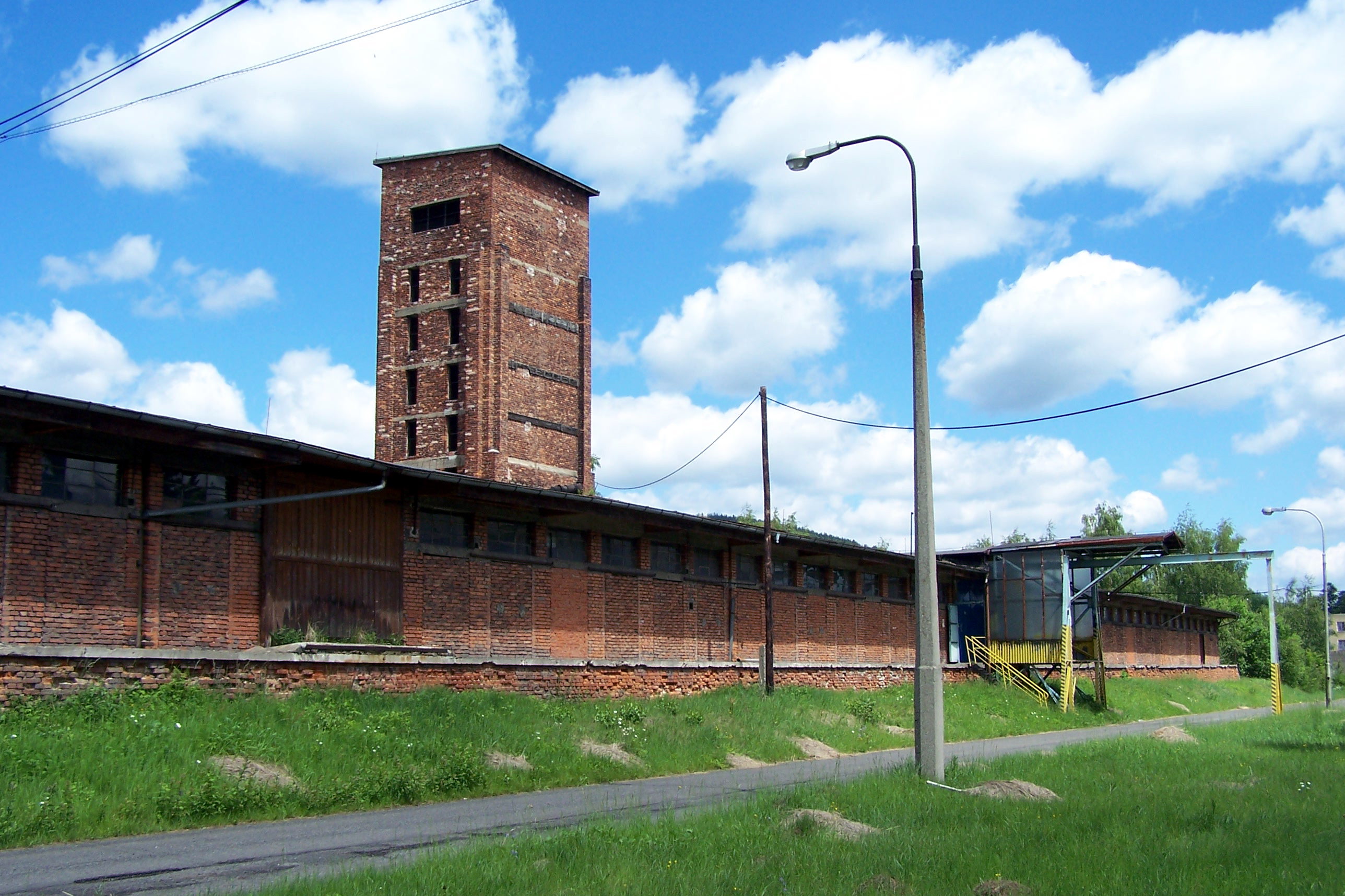
Rudá věž smrti v komunistickém pracovním táboře Vykmanov II (2009)

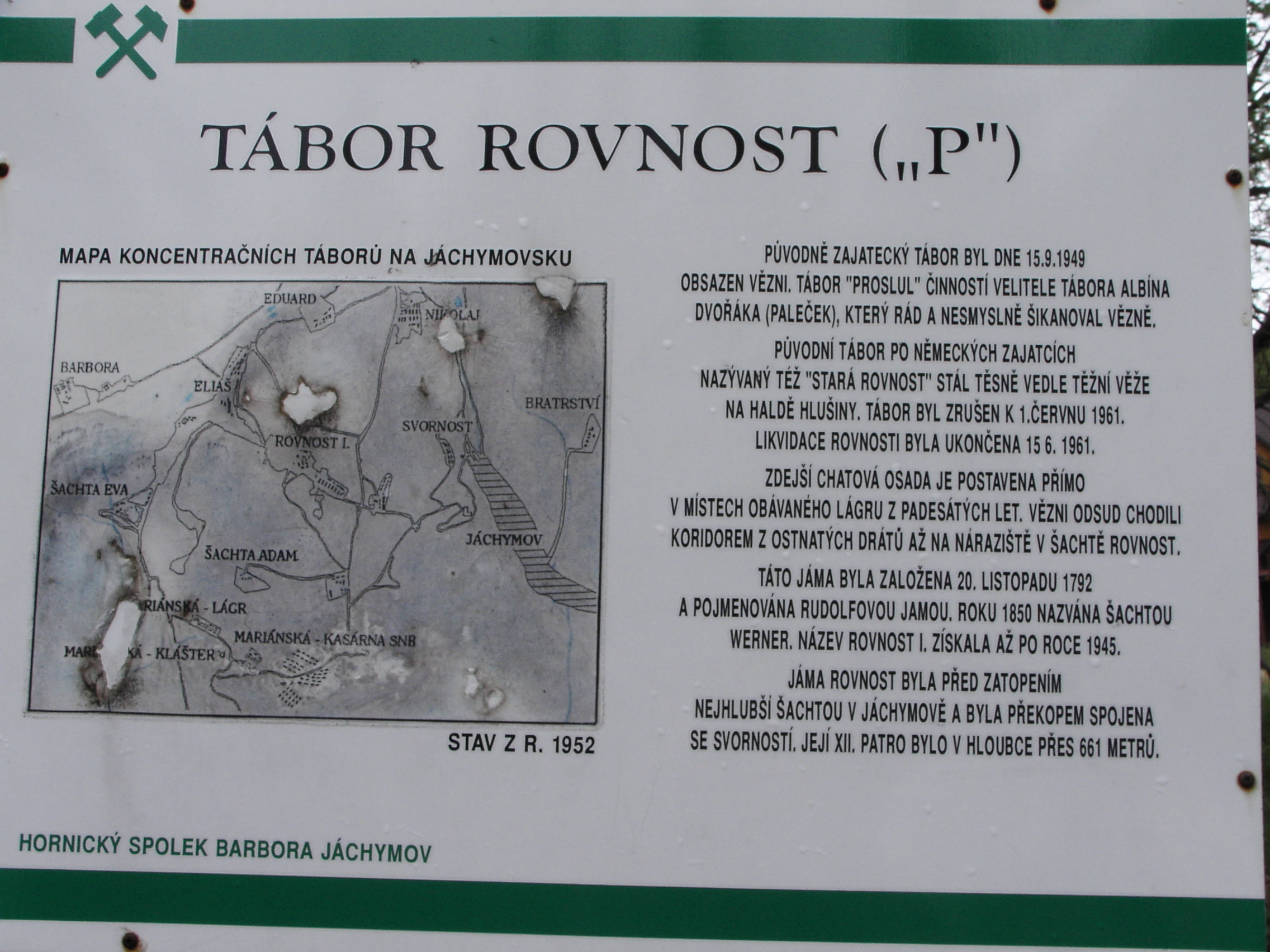
Informační tabule u pracovního tábora Rovnost (2007)

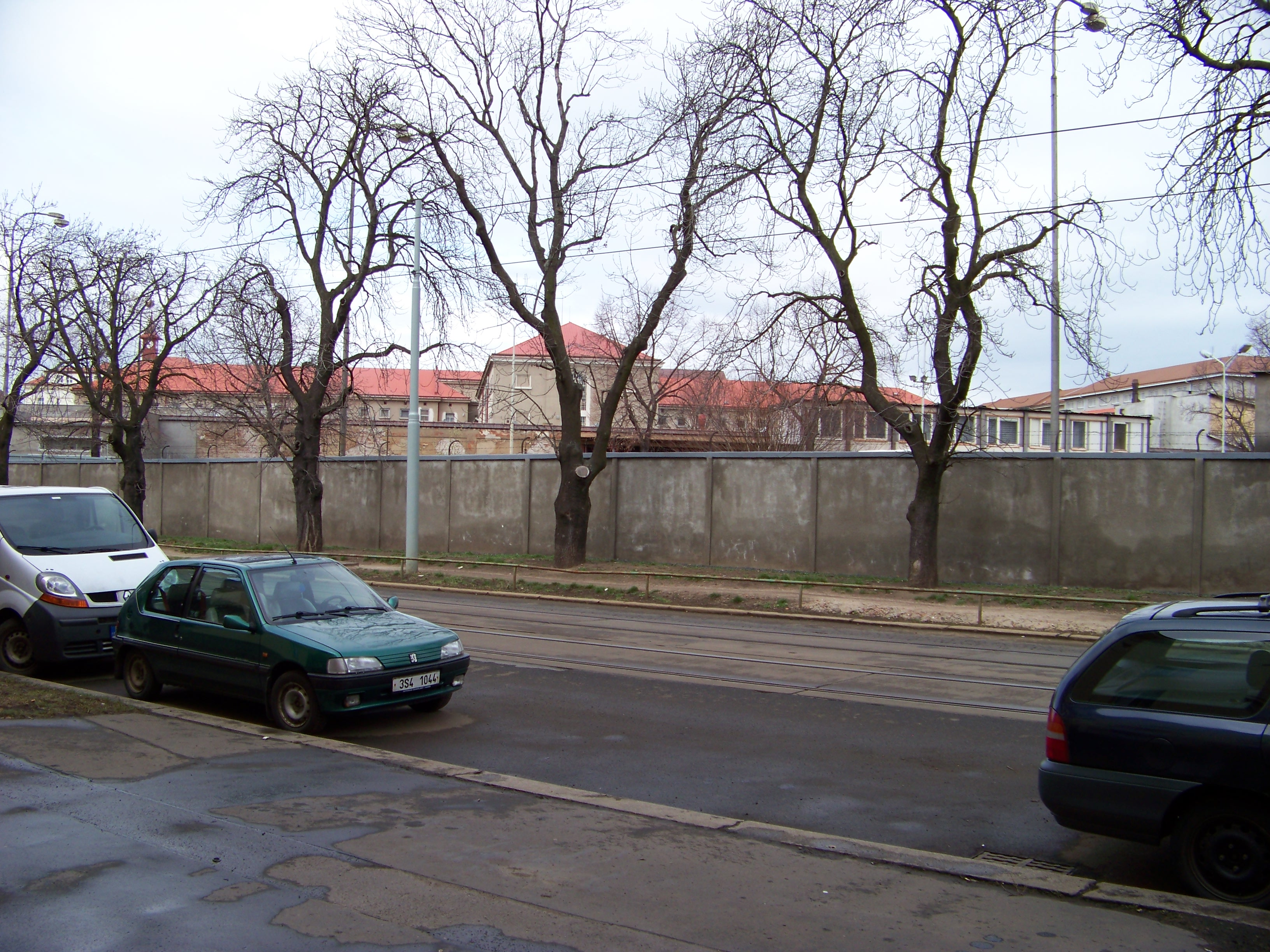
Praha-Nusle. Soudní, věznice Pankrác (2013)

František Wiendl (* 31. prosince 1923 Klatovy) je účastník druhého (protinacistického) a třetího (protikomunistického) odboje. Spolu se svým otcem Františkem Wiendlem starším již jako mladík bojoval nejprve proti nacistům a po roce 1948 i proti komunistickému zřízení. Jako jeden z organizované skupiny převaděčů pomohl k ilegálnímu přechodu československé státní hranice na Šumavě celkem 28 osobám. Spolupracoval s později popraveným agentem–chodcem Aloisem Suttým. V listopadu roku 1949 zradil převaděčskou skupinu bývalý partyzán a umožnil StB nastražit past, do níž byl František Wiendl chycen. Byl zatčen, uvězněn a mučen. Za tuto svoji činnost byl v roce 1950 spolu s dalšími 13 osobami odsouzen za velezradu v soudním procesu k 18 letům vězení. Šest let prožil na nucených pracích v jáchymovských uranových dolech. Čtyři roky pak strávil ve vězeňské projekční skupině na Pankráci. Roku 1960 byl podmínečně propuštěn. Je čestným občanem města Klatovy a čestným předsedou Konfederace politických vězňů ČR (KPV ČR) (a předsedou pobočky KPV ČR v Klatovech).

## Život

### Rodinné zázemí
František Wiendl se narodil 31. prosince 1923 v Klatovech jako jediný syn tesařského mistra Františka Wiendla staršího. Za první světové války byl jeho otec nucen bojovat na rakousko-ruské frontě, ale dobrovolně přeběhl do ruského zajetí. V Rusku v roce 1917 zažil Velkou říjnovou socialistickou revoluci (VŘSR) a zážitky s revolucí spojené zformovaly jeho odmítavý postoj k bolševizmu. O svém pobytu v Rusku se synem často hovořil, což později ovlivnilo i synovo rozhodnutí zapojit se aktivně do protikomunistického odboje. František Wiendl starší pracoval u stavitelské firmy Janovský jako vedoucí skupiny tesařů.

### Odbojová činnost za protektorátu
Po nastolení protektorátu se (na počátku druhé světové války) František Wiendl starší zapojil do práce rozsáhlé celorepublikové ilegální odbojové organizace – ÚVOD. Německé bezpečnostní složky (gestapo, sicherheitsdienst) sice během let 1941 a 1942 tuto organizaci zlikvidovaly, mnozí odbojáři z okruhu Františka Wiendla staršího byli pozatýkáni a následně vězněni v nacistických koncentračních táborech, ale on sám nebyl až do konce druhé světové války odhalen. Po vyhlazení Lidic nechalo Klatovské gestapo na popravišti v Lubském lese popravit na 73 osob, ale odpor obyvatel Klatov to nezlomilo a vedlo to ke vzniku menších místních odbojových skupin. František Wiendl starší založil vlastní skupinu (nazvanou „Lidice“) a do její odbojové činnosti se zapojil i jeho mladý syn František. Skupina finančně podporovala ženy a rodiny zatčených mužů (na základě výnosů z tajně pořádaných sbírek), finance shromažďoval František Wiendl starší a jeho syn je po večerech tajně distribuoval potřebným rodinám. Kromě toho František Wiendl roznášel i protiněmecké letáky, jenž ilegální skupina „Lidice“ produkovala a také se soustřeďovaly ilegálně držené zbraně jako důležitá příprava na konec druhé světové války.
Na přelomu zimy 1944/1945 vznikla na Strakonicku a Domažlicku větší ilegální organizace „Niva“, k níž se připojovaly (v průběhu ledna 1945 a února 1945) menší klatovské odbojové skupiny. V čele „Nivy“ stál poručík V. Bláha, „Niva“ podléhala Radě tří (R3) a měla kontakty i do zahraničí. V Klatovech ji vedl nadporučík Václav Bayer, který se později zapojil i do třetího odboje. S přibližující se frontou dostávaly jednotlivé odbojové skupiny sdružené v „Nivě“ konkrétní úkoly. Při vypuknutí povstání měla např. skupina „Lidice“ obsadit místní stadion (tady byla dislokována posádka německých vojáků), zajistit přístupovou cestu od Domažlic, dále pak odzbrojit kulometná hnízda na Hůrce a také obsadit spínací stanici, aby ji Němci na konci války nepoškodili. V průběhu února 1945 se rodina Wiendlových dozvěděla, že se chystá zatčení Františka Wiendla staršího, ten přešel do ilegality, skrýval se po příbuzných na Klatovsku a na Šumavě a k rodině se vrátil až v průběhu dne 5. května 1945.
Volání Prahy resp. českého rozhlasu o pomoc 5. května 1945 bylo signálem k tomu, aby se u Wiendlů doma sešla skupina asi 30 ozbrojených odbojářů. Dosud nepřítomného otce musel zastoupit jeho syn František, který byl s úkoly odbojové skupiny „Lidice“ nejlépe obeznámen. Pod jeho velením se jim podařilo odzbrojit německé vojáky na místním stadioně (a povstalcům získat jejich zbraně), také odzbrojení kulometných hnízd na Hůrce proběhlo hladce (povstalci získali těžké kulomety a pancéřové pěsti). Klatovy se tak z velké části podařilo osvobodit od Němců ještě před příjezdem Američanů.
Během druhé světové války se František Wiendl vyučil zedníkem a potom vystudoval průmyslovou školu stavební v Plzni (závěrečné zkoušky dospělosti složil v lednu roku 1945).

### Po druhé světové válce
Muži narození v roce 1923 museli po skončení druhé světové války znovu splnit svoji základní vojenskou povinnost, k níž nastoupil František Wiendl v říjnu 1945. Jako průmyslovák byl zařazen do aspirantské školy záložních důstojníků v Domažlicích. Po skončení aspirantské školy v roce 1946 absolvoval ještě v roce 1947 polní výcvik ve Strašicích (brdské lesy).

### Formování třetího odboje
Vítězství komunistů ve volbách v roce 1946, Únor 1948 ale především smrt Jana Masaryka (10. března 1948) zažehla třetí (protikomunistický) odboj, do něhož se zapojil jak František Wiendl, tak i jeho otec.
Vražda Jana Masaryka pro nás byla signálem, že my z druhého odboje jsme se dali dohromady, věděli jsme o sobě, že nesouhlasíme s komunismem, a vstoupili jsme do třetího odboje.
František Wiendl, O formování 3. odboje, 
Zpočátku činnost místní odbojové skupiny (v letech 1948 až 1949) spočívala v šíření protikomunistických letáků, plakátů a psaní nápisů či hesel po zdech a silnicích. Po jedné takovéto akci (v září 1948 po pohřbu prezidenta Dr. Edvarda Beneše) byl zatčen jak František Wiendl starší, tak i jeho manželka, která mu doma zajišťovala alibi. Paní Wiendlová byla držena ve vyšetřovací vazbě sedm měsíců a její manžel (František Wiendl starší) byl pro nedostatek důkazů osvobozen před soudem až na jaře 1949. Zatčen byl také jejich syn František, ale protože v době události pobýval prokazatelně mimo město, byl nakonec po třech týdnech propuštěn.

### Převádění osob přes hranice
František Wiendl od dubna roku 1949 rozšířil činnost skupiny o převádění osob přes hranice (na Šumavě) a to po trase, kterou si sám předtím vyčetl z mapy a jenž vedla nikoliv po silnici ale převážně volným terénem a kterou byl v noci schopen s převáděným klientem fyzicky zvládnout. Prvního klienta (pana Pospíšila) dovedl bezpečně až do německé vesnice Jägershof a ještě se stačil ráno vrátit do práce. Druhým byl František Mika, který se později vrátil z Německa jako agent-chodec a s nímž dále skupina spolupracovala. Dalším byl Alios Suttý, který se stal rovněž agentem-chodcem a jehož prostřednictvím získal základ Wiendlovy převaděčské sítě i napojení na pražský odboj. Převádění fungovalo na základě osobních záruk, kdy se za převáděnou osobu (klienta) musela zaručit důvěryhodná osoba. Nejprve František Wiendl osobně převáděl klienty až do Německa, ale hrozilo, že se včas nevrátí do práce. Převádění bylo posléze rozděleno na úseky, František Wiendl dovážel klienty vypůjčeným automobilem na dohodnuté předávací místo (Stříbrný mlýn u Pocinovic), kde je převzal Alois Suttý a převedl je přes hranice do Německa sám.
Při jednom poněkud opožděném návratu Františka Wiendla z převáděcí akce byl na československém území nečekaně kontrolován pohraničníky a milicionáři se samopaly. František chodil zásadně neozbrojen a měl u sebe propustku, jenž jej opravňovala ke vstupu do hraničního pásma. Svoji přítomnost v lese zdůvodnil tak, že stavební firma, pro kterou pracoval, potřebovala pro stavbu dříví a v hraničním pásmu se bouraly opuštěné domy ze kterých bylo možno získat stavební materiál. Byl si po práci obhlédnout „dříví“, ale zabloudil a aby se omylem nedostal k hranici, přespal v lese do rána a nyní jej právě zastavili, když se spěšně vracel do práce. Milicionáři se s tímto vysvětlením spokojili, ale tato epizoda, vězněný otec, protistátní nápisy v Klatovech – to byly střípky mozaiky, jenž soustředily nežádoucí pozornost Státní bezpečnosti (StB) na rodinu Wiendlových.

### Zatčení
Zdánlivě dobře fungující systém záruk důvěryhodných osob za převáděné klienty ale jednoho dne selhal. Člen klatovské převaděčské skupiny klatovský lékař MUDr. Jiří Krbec (1914–2004) dobře znal z konce války člena partyzánské skupiny (z oblasti Lukoviště východně od Klatov). Byl jím Rudolf Novák, kterého sice MUDr. Jiří Krbec znal, ale nevěděl, že Rudolf Novák se mezi tím stal v Mostu komunistou a že pracuje pro StB. K domluvenému převodu dorazil místo Rudolfa Nováka další bývalý partyzán Pepa Basák a mezi klienty byl i generál Bohumír Podlezl, který uprchl z komunistického vězení v Litoměřicích. Skupinu sedmi klientů se podařilo předat Aloisi Suttému, který je převedl přes hranice. Při zpětné cestě ale auto s Františkem Wiendlem a Janem Prantlem (další z členů ilegální klatovské převaděčské skupiny) v Klatovech obstoupili členové StB, oba byli 20. listopadu 1949 zatčeni a uvězněni.
Celý příběh vyplynul až na základě výslechů. Hlavními strůjci pasti byli bývalí partyzáni Rudolf Novák a Pepa Basák. Poté, co skupinu klientů František Wiendl a Jan Prantl opustili, vytáhl Pepa Basák na Aloise Suttého zbraň a chtěl celou skupinu zadržet. Alois Suttý měl ale u sebe samopal a bránil se, Pepa Basák tedy nepochodil a raději utekl. Zbytek skupiny byl pak v pořádku převeden přes hranice do Německa. StB nakonec zatkla Františka Wiendla, Jana Prantla a doktora Jiřího Krbce, které Pepa Basák udal.
Současně byl (již podruhé) zatčen František Wiendl starší, ale protože se vyšetřovaní o něm nezmínili, byl opět propuštěn. Během vyšetřování Jan Prantl předstíral zánět slepého střeva, byl převezen do Plzně do nemocnice, kde byl operován a odtud se mu podařilo odeslat moták s varováním ostatním odbojářům.

### Soud
Dne 7. března 1950 byli všichni vyšetřovaní (František Wiendl, Jan Prantl a MUDr. Jiří Krbec) převezeni do Prahy na Pankrác, kde čekali na soud, ale ten byl v květnu 1950 náhle odročen, neboť StB zatkla další osoby (Alois Suttý nedbal varování, neukončil převaděčství a byl zatčen v dubnu 1950 po přestřelce v chalupě Toušových v Pocinovicích, dále byli zatčeni i František Wiendl starší, Jan Štork a František Mika – ten byl zatčen již začátkem listopadu 1949). Ke skupině klatovských převaděčů byli dodatečně připojeni ještě další odbojáři (jednalo se především o bratry Kuldových a o Václava Touše (1898–1986) a jeho syna Josefa Touše (1929–2013) z Pocinovic, kde bylo také místo k předávání převáděných klientů a předávání zpráv), čímž byla vytvořena velká protistátní skupina (celkem 14 obžalovaných) a mohl být připraven tomu odpovídající relativně velký soudní proces.
V době od 12. prosince 1950 do 14. prosince 1950 se konal soud. Přelíčení bylo řízeno Státním soudem Praha, konalo se v hlavní síni Okresního soudu Klatovy před tzv. organizovanou veřejností to znamená, že líčení bylo přenášeno i místním rozhlasem. V čele celé protistátní skupiny byl formálně veden MUDr. Jiří Krbec.  Všichni obvinění byli nařčeni z velezrady a shledáni vinnými. Alois Suttý byl odsouzen k trestu smrti a v dubnu roku 1951 byl popraven.  František Mika byl odsouzen na doživotí, František Wiendl k 18 letům vězení, jeho otec František Wiendl starší k 25 letům vězení. Součástí trestu byla i konfiskace majetku odsouzených a ztráta občanských práv a svobod. Celé soudní líčení bylo předem nacvičené a obvinění prošli školením na StB, jak mají vypovídat. K vysokým trestům odnětí svobody byli také odsouzeni Václav Touš  a jeho syn Josef Touš.
Ale nám to bylo jedno, hlavně aby člověk nedostal provaz. Jestli jsem dostal doživotí, nebo dva roky, to bylo putna, protože jsme věřili, že tu komunismus dlouho nebude, že to musí prasknout. Hlavně si zachovat život.
František Wiendl, Po vyslechnutí rozsudku, 

### Jáchymovsko

#### Pracovní tábor Eliáš
Po skončení soudu byl František Wiendl vězněn na Pankráci a v lednu 1951 byl převezen na práci na Jáchymovsko. Tábor „Eliáš“ (krycí označení „N“) byl ve výstavbě a tak byl stavař František Wiendl nejprve přiřazen na zednické práce. Po skončení výstavby tábora byl přeřazen na úpravnu rudy, kde se prosívaly haldy vzniklé při těžbě stříbra a hledal se v nich uran. Haldy se pomocí pásových transportérů přepravovaly na úpravnu, tady se namlely a na „vibračních stolech“ byl oddělován uran od kamene. Uran se následně promíchával tak, aby měl konstantní radioaktivitu a v barelech se vozil do SSSR. Vězni na úpravně pracovali bez jakýchkoliv ochranných pomůcek a dýchali radioaktivní prach. Později byl z úpravny rudy převeden na práci ve štolách. (Na štole, kde se odstřelovala skála a uran se vrtal se používala alespoň vodní filtrace.) Tady se sice se spoluvězněm pokusil připravit si útěkovou cestu přes staré štoly zbylé po těžbě stříbra, do nichž se jim podařilo nenápadně proniknout, ale těsně před dokončením celé únikové cesty byli převedeni na práci do jiné části dolu.

#### Pracovní tábor Nikolaj
Dalším místem, kam byl František Wiendl pracovně převeden byl tábor „Nikolaj“ (krycí označení „A“). Přes civilní zaměstnance, se kterými se tu dostal pracovně do styku se mu podařilo poslat tajně rodině dopis a získat na něj odpověď. Bohužel celý případ „černého dopisu“ byl prozrazen udavačem a František Wiendl se stejně proviněným spoluvězněm byli odsouzeni k měsíci pobytu v „korekci“.
Byl zrovna prosinec. Dostal jsem se do korekce. Byla hrozná. Cely tam byly jen holé stěny a podlaha. Vytáhli vám tkaničky z bot, opasek vám vzali, takže člověk nosil kalhoty v ruce. Půl deky a to bylo všechno. Poloviční dávky jídla. Šoupli mne na cimru a zatopili jednou za den, protože venku byly kruté mrazy – minus dvacet stupňů. A ze začátku tam nebylo ani okno, vymlátil je předchozí vězeň. Krutá zima.
František Wiendl o pobytu v tzv. korekci, 
Protože byla na cele velká zima, věznění se „zakuklili“ do půlky deky, kterou měli, a chodili tak kolem cely, aby se zahřáli. Takto chodili skoro 24 hodin denně, pak se zastavili a zdřímli si, a až jim byla zase zima, znovu chodili. Tak přežili měsíc.

#### Pracovní tábor „L“ ve Vykmanově
Trest pokračoval přeložením na práci do tábora „L“ – Vykmanov II, kde František pracoval nejprve u transportéru, kterým se ruda dopravovala k dalšímu zpracování do tzv. věže smrti, kde se vytěžený uran drtil na prach a vězni zde pracovali bez jakýchkoliv ochranných pomůcek. Jednalo se o malý tábor určený asi pro 300 vězňů, důkladně střežený trojitým oplocením, kde byli na práci soustřeďováni hlavně kněží. (František Wiendl se tu seznámil s páterem Františkem Ferdou, který pak působil v Sušici jako farář a léčitel.) Časem vedení pracovního tábora zjistilo, že je František Wiendl stavař, dostal na povel 20 pracovníků a stavěl jednu z budov lágru.

#### Pracovní tábor „C“ ve Vykmanově, Rovnost
Nějaký čas strávil František Wiendl i v táboře „C“ – Vykmanov I než byl přeřazen do tábora Rovnost (krycí označení „P“), kde se po létech setkal se svým klatovským komplicem Janem Prantlem.

### Pankrác
V srpnu roku 1956 (po šesti letech strávených v jáchymovských uranových dolech) byl František Wiendl přemístěn na Pankrác, kde se krátce setkal se svým otcem, jehož sem dovezli (na návštěvu se synem) z věznice v Leopoldově. František Wiendl již na Pankráci zůstal, byl zařazen na práci v tzv. projekci, kde vězni – stavaři, stavitelé i architekti navrhovali státní stavby. Tito kvalifikovaní vězni prováděli kompletní projekty, byla tam skupina architektonická, stavitelé, rozpočtáři, elektrikáři, topenáři a další profese. V roce 1960 (po čtyřech letech strávených na Pankráci) byl František Wiendl podmíněně propuštěn na svobodu (aniž by podepsal nabízenou spolupráci s StB).

### Život po roce 1960
Po propuštění (domů se vrátil 14. dubna 1960) si František Wiendl našel práci ve stavební firmě jako projektant a nastěhoval se do domku v malé osadě Harant v Klenové, kam se jeho matka musela uchýlit, protože byt i činžovní dům v Klatovech byl rodině zkonfiskován. Postupně primitivní vybavení domku zrekonstruoval a žije zde až dosud (rok 2019). František Wiendl pracoval ve stavebnictví (v projektovém oddělení okresního stavebního podniku) až do roku 1992, kdy odešel do starobního důchodu. V roce 1968 se František Wiendl podílel na založení klatovské pobočky Klubu bývalých politických vězňů (K 231). Po sametové revoluci byl (začátkem března 1990) spoluzakladatelem Konfederace politických vězňů v Klatovech, později se stal i předsedou Konfederace politických vězňů v Klatovech a zapojil se také do činnosti místního Sokola.

## Ocenění
- František Wiendl je držitelem Řádu TGM  III. stupně (28. října 2008, Václav Klaus)[2]
- a Ceny Paměti národa (za rok 2013),[6] která se uděluje osobnostem, jež měly odvahu postavit se zlu.[2]
- V roce 2019 (k 17. listopadu 2019) byl laureátem Ceny Paměti národa.[3]
- František Wiendl je držitelem Ceny ÚSTR za svobodu, demokracii a lidská práva za rok 2019 za statečné občanské postoje v době nacistické okupace a komunistické diktatury.
- Od 11. prosince 2019 byl čestným předsedou KPV ČR zvolen zakládající člen KPV ČR František Wiendl.
- František Wiendl je od roku 2008[1] čestným občanem města Klatovy.[4]

## Pamětní deska
Soudní proces, konaný 12. až 14. prosince 1950 Státním soudem Praha v hlavní síni Okresního soudu v Klatovech připomíná pamětní deska ze světlé žuly s černým písmem. V horní části je umístěn městský znak Klatov, v dolní části je pak lipová ratolest. Pamětní deska byla slavnostně odhalena u zadního vchodu do postranního traktu budovy Okresního soudu v Klatovech (u zadního vchodu z Masarykovy ulice) dne 20. března 2014 za účasti představitelů města, členů Svazu bojovníků za svobodu, Konfederace politických vězňů a přímého pamětníka soudního procesu – politického vězně 50. let Františka Wiendla.
V TÉTO BUDOVĚ / BYLI ŽALÁŘOVÁNI ODPŮRCI / DVOU TOTALITNÍCH REŽIMŮ. / NĚKTEŘÍ Z NICH ZAHYNULI. / AŤ TATO DESKA PŘIPOMÍNÁ / BUDOUCÍM GENERACÍM / HODNOTU JEJICH VLASTENECTVÍ. // VĚNUJE MĚSTO KLATOVY / ODHALENO V ROCE 2014 //
Pamětní deska, nápis na pamětní desce u zadního vchodu do postranního traktu budovy Okresního soudu v Klatovech,